# Keukenhof

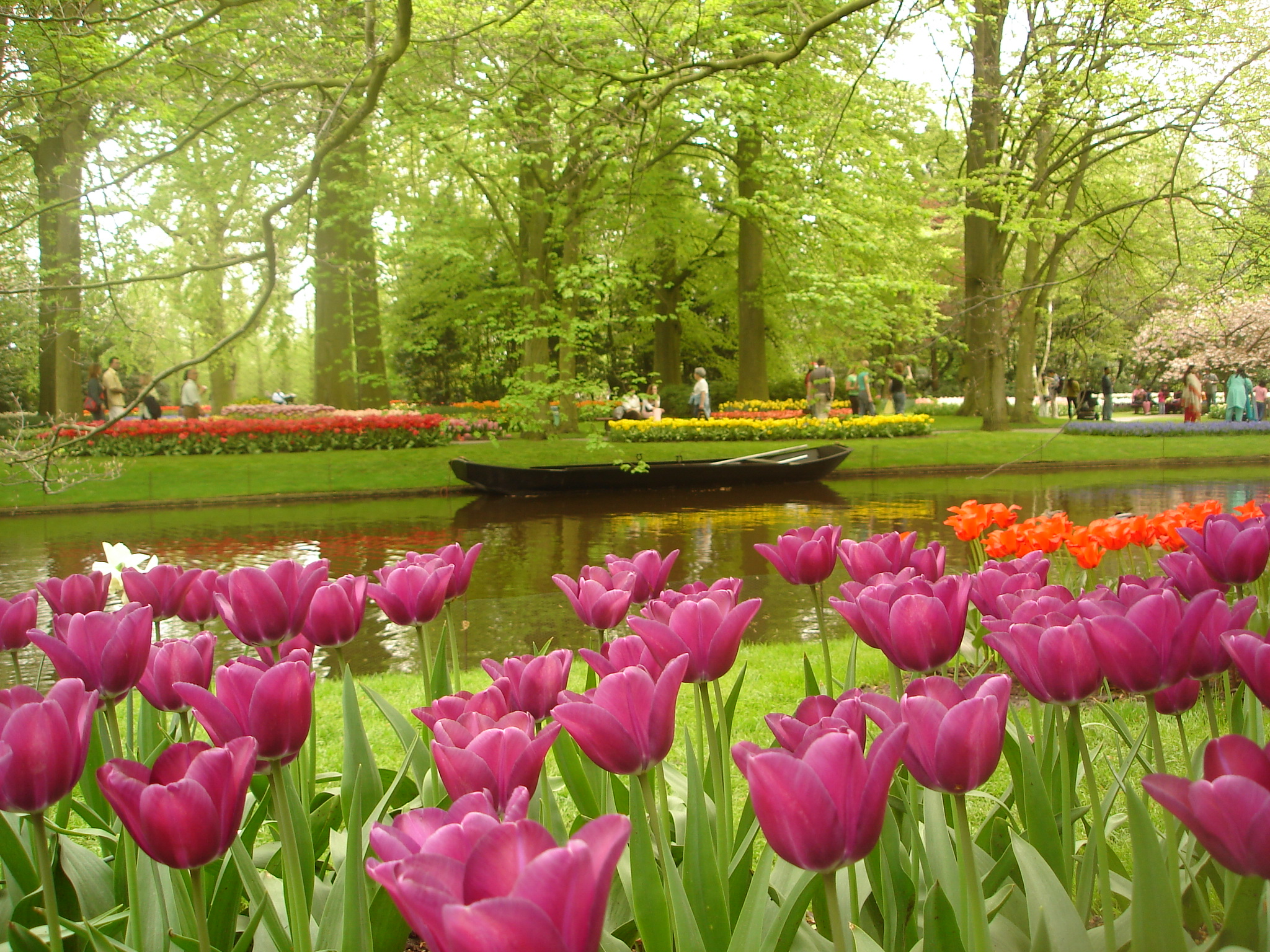
Il parco a maggio

Keukenhof è un parco botanico olandese situato nei pressi della città di Lisse, nell'Olanda Meridionale, circa 35 km a sud-ovest di Amsterdam.
È una delle principali attrazioni dei Paesi Bassi. È considerato il più grande parco di fiori a bulbo del mondo, nonché uno dei luoghi più fotografati in assoluto; inoltre è stato inserito tra i giardini floreali più belli d'Europa.
Vi fioriscono sette milioni di bulbi piantati a mano su una superficie di 32 ettari. Il parco è aperto al pubblico soltanto per due mesi, dall'inizio della primavera alla metà di maggio (il 21 per l'esattezza).
Oltre a 4 milioni e mezzo di tulipani in 100 varietà diverse, sono presenti in gran numero, tra gli altri, narcisi, giacinti e muscari. Nel parco inoltre vi sono 2500 alberi di 87 specie diverse, un lago, canali e vasche d'acqua con fontane, un mulino a vento e numerose sculture che lo rendono in questo ambito il parco più ricco del paese.
Il parco nacque nel 1949 su iniziativa dell'allora sindaco di Lisse, il quale organizzò un'esposizione floreale all'aperto. 
Il grande successo riscosso da tale evento, lo rese un appuntamento fisso e molto atteso, dal grande richiamo internazionale.

## Storia
Nel XV secolo il territorio dove attualmente sorge il parco apparteneva alla contessa Jacoba Van Beierenè. Nel territorio, allora incontaminato, si praticavano esclusivamente attività come la caccia e la raccolta di prodotti della terra da destinare alle cucine del castello Teylingen della contessa. Il nome del parco "Keukenhof", che letteralmente significa "cortile della cucina", deriva proprio da questa sua primitiva usanza.
Successivamente la proprietà del parco passò nelle mani di ricchi commercianti, come il barone e la baronessa Van Pallandt, i quali commissionarono agli architetti paesaggisti Jan David e Louis Paul Zocher lo sviluppo di un giardino in stile inglese, che corrisponde oggi alla struttura su cui sorge il parco.